# كيب ثورن
كيب ثورن (بالإنجليزية: Kip Thorne)‏ (و. 1940 – م) هو فيزيائي، وعالم فلك، وكاتب، وأستاذ جامعي من الولايات المتحدة الأمريكية. ولد في لوغان. هو عضوٌ في الأكاديمية الوطنية للعلوم، والجمعية الفيزيائية الأمريكية، والأكاديمية الأمريكية للفنون والعلوم، والأكاديمية الروسية للعلوم.

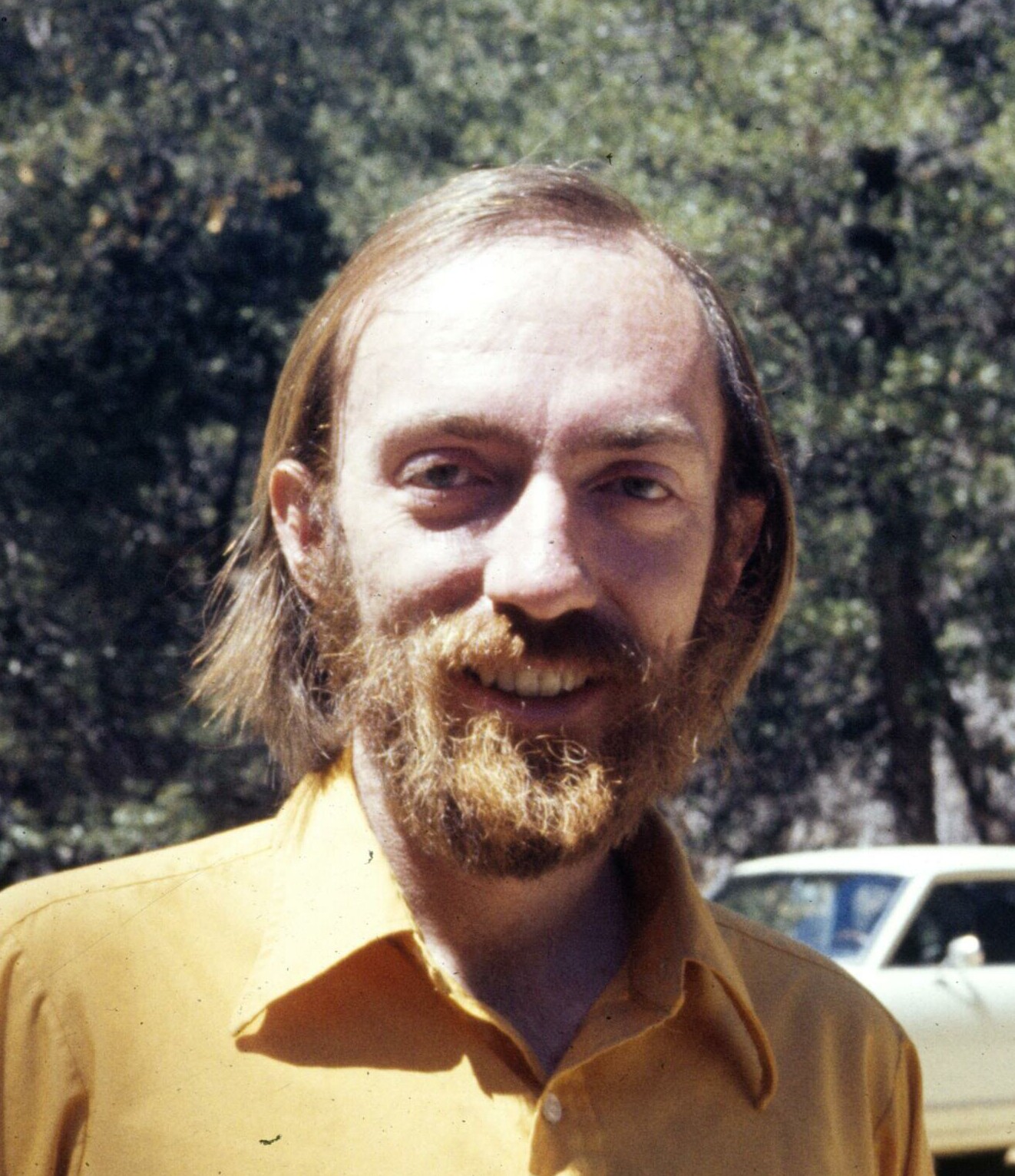
ثورن في عام 1972

حصل كيب ثورن بمرافقة راينر فايس وباري باريش على جائزة نوبل في الفيزياء سنة 2017 لأبحاثهم في مجال الموجات الثقالية.

## التعليم
تعلم في معهد كاليفورنيا للتقنية، وجامعة برنستون.

## مناصب وهيئات
أدار معهد كاليفورنيا للتقنية، وجامعة ليدن.

## جوائز
حصل على جوائز منها:
- جائزة نوبل 2017) [22]
- جائزة مؤسسة تومالا (2016)
- جائزة شو ( 2016) [23]
- جائزة ليليانفيلد [الإنجليزية]‏ (1996)
- وسام كارل شفارنسشيلد (1996)
- UNESCO Niels Bohr Medal [الإنجليزية]‏
- زمالة غوغنهايم.

## وصلات خارجية
- كيب ثورن على موقع IMDb (الإنجليزية)
- كيب ثورن على موقع الموسوعة البريطانية (الإنجليزية)
- كيب ثورن على موقع مونزينجر (الألمانية)
- كيب ثورن على موقع ميوزك برينز (الإنجليزية)
- كيب ثورن على موقع قاعدة بيانات الفيلم (الإنجليزية)